# سيبورغيوم
السيبورجيوم (تحت التنجستين) هو عنصر كيميائي في الجدول الدوري وله الرمز Sg وعدده الذري 106. كما أنه أيضا يعرف «أنيل هيكسيوم» (Unh), كما كان يعرف أيضا باسم «رذرفورديوم». السيبورجيوم عنصر اصطناعي وأكثر نظائره ثباتا 266Sg له عمر نصف يبلغ 21 ثانية. ويشبه التنجستين كيميائيا.

## تاريخ السيبورجيوم
تم اكتشاف العنصر 106 في نفس الوقت تقريبا في معملين مختلفين في يونيو 1974, فقد قام فريق بحث روسي برئاسة جورجيو فليروف في معهد جوينت للأبحاث النوويية في دبنا بإعلان اكتشافهم لنظير له عدد كتلة 259 وعمر نصف 0.48 ثانية، وفي سبتمبر 1974، أفاد فريق بحث أمريكي برئاسة ألبرت غيورسو في معمل لورانس للإشعاع في جامعة كاليفورنيا في بيركلي بأنهم صنعوا نظير له عدد كتلة 263 وعمر نصف 1 ثانية.
ونظرا لأن نتائج الفريق الأمريكي تم إثباتها أولا، فقد اقترحوا تسمية العنصر سيبورجيوم على شرف الكيميائي الأمريكي غلين سيبورغ. وقد كان هناك جدل كبير حول هذا الاسم نظرا لأن سيبورج كان لايزال حيا وقتها. وقد أقرت لجنة دولية أن كل من معملي دبنا وبيركيلي يجب أن يتشاركا في الاكتشاف.
وقد حدث جدل حول اسم العنصر ونتيجة لذلك تم تسمية العنصر بمعرفة الاتحاد الدولي للكيمياء البحتة والتطبيقية أنيل هيكسيوم (بالرمز Unh) كاسم مؤقت لهذا العنصر، وفي عام 1994 اقترحت لجنة من IUPAC أن يتم تسمية العنصر 106 رذرفورديوم وأقرت قاعدة أن لا يتم تسمية أي عنصر على اسم أشخاص لا يزالوا على قيد الحياة. وقد تم مهاجمة هذه القاعدة بشدة من مجتمع الكيمياء الأمريكي. وكانت نقطة الانتقاد لهذه القاعدة هي أنه توجد سابقة لذلك بتسمية العنصر أينشتينيوم أثناء حياة ألبرت أينشتين. وفي عام 1997, أثناء حل النزاع على تسمية العناصر من 104 إلى 108, تم اختيار الاسم سيبورجيوم للعنصر 106.

## نظائر السيبورجيوم
يوجد 11 نظير معروف للسيبروجيوم، وأطول النظائر عمرا 269Sg والذي يضمحل عن طريق اضمحلال ألفا والانشطار النووي. وله فترة عمر نصف تبلغ 22 ثانية. وأقل النظائر عمرا 258Sg ويضمحل عن طريق اضمحلال ألفا والانشطار النووي، وله فترة عمر نصف تبلغ 2.9 ملي ثانية.

## وصلات خارجية
- العناصر على شبكة المعلومات سيبورجيوم
- معمل لوس ألاموس القومي سيبورجيوم